# Anthropologie prospective
L'anthropologie prospective se définit dès ses origines comme une science de « l'homme à venir ». L'expression répond jusqu'à ce jour, au besoin d'éclairer la civilisation occidentale sur ses principaux enjeux contemporains. Elle fut reprise en 2001 par un Laboratoire d’anthropologie prospective impliqué dans le destin des sociétés.

## Histoire
L'expression écrite « anthropologie prospective » semble être apparue pour la première fois en 1888 dans un cours de George Vacher de Lapouge selon ces termes : « À ce moment l'école du Museum, l'école de l'anthropologie prospective, en gros et d'intuition faisait de sérieux progrès ». Mais en tant que concept, l'expression écrite « anthropologie prospective » fut initialement créé en 1955 par le philosophe français Gaston Berger qui fut également fondateur d'un Centre international de prospective qui vit le jour en 1957. Les initiatives de Gaston Berger et la conscientisation qu'elles opéraient au sein de la société participeront au rassemblement de personnalités fortes dans une sorte de mouvement appelé Club de Rome débutant dans le courant de l'année 1968 et dont le premier rapport intitulé « Les Limites à la croissance » fut publié en 1972. En suivant le mouvement, plusieurs publications se succédèrent, tel les actes d'un colloque de l'Université de Rouen en 1974 intitulés : Psychanalyse et anthropologie prospective comprenant un appendice dans laquelle la création d'un « Institut d'anthropologie prospective » fut envisagé.
À l'exception d'un ouvrage de la collection « Nouvelles études anthropologiques » intitulé Quelle mort pour demain, le projet d'une anthropologie prospective disparut et le terme prospective fut quelque peu oublié des philosophes pour être récupéré dans la sphère du marketing. Il réapparaîtra cependant en début du XXIe siècle, dans le contexte d'apparition d'une nouvelle ère intitulée anthropocène.
En 2001, l'expression sera mobilisée lors de la création d'un Laboratoire d'anthropologie prospective au sein de l'Université catholique de Louvain qui sera à l'origine de deux collections d'ouvrages publiée chez Academia L'Harmattan intitulée : « Anthropologie prospective » et « Investigation d'anthropologie prospective ».
En 2015, l'expression anthropologie prospective et la pensée de Gaston Berger sera remise à l'ordre du jour lors d'une journée d'étude organisée dans le cadre de l’école doctorale Paris 4, section Philosophie qui sera intitulée : « L’anthropologie prospective selon Gaston Berger : une philosophie de l’anticipation pour le XXIe siècle ? ».